# Мустафа Шакош
Мустафа Шакош (араб. مصطفى شاكوش, нар. 13 листопада 1986, Амуда) — сирійський футболіст, який грав на позиції воротаря. Усю клубну кар'єру гравець провів у складі команди «Тішрін», у якій виступав з 2004 до 2012 року. З 2003 до 2005 року Шакош грав також у складі молодіжної збірної Сирії, з якою зайняв четверте місце на юнацькому кубку Азії 2004 року, та грав у складі молодіжної збірної на молодіжному чемпіонаті світу 2005 року. У 2009 році футболіст провів свій єдиний матч у складі національної збірної Сирії, вийшовши на заміну в товариському матчі проти збірної Сьєрра-Леоне.